# Metazygia enabla
Metazygia enabla là một loài nhện trong họ Araneidae.
Loài này thuộc chi Metazygia. Metazygia enabla được Herbert Walter Levi miêu tả năm 1995.